# Schermerhorn (Paesi Bassi)

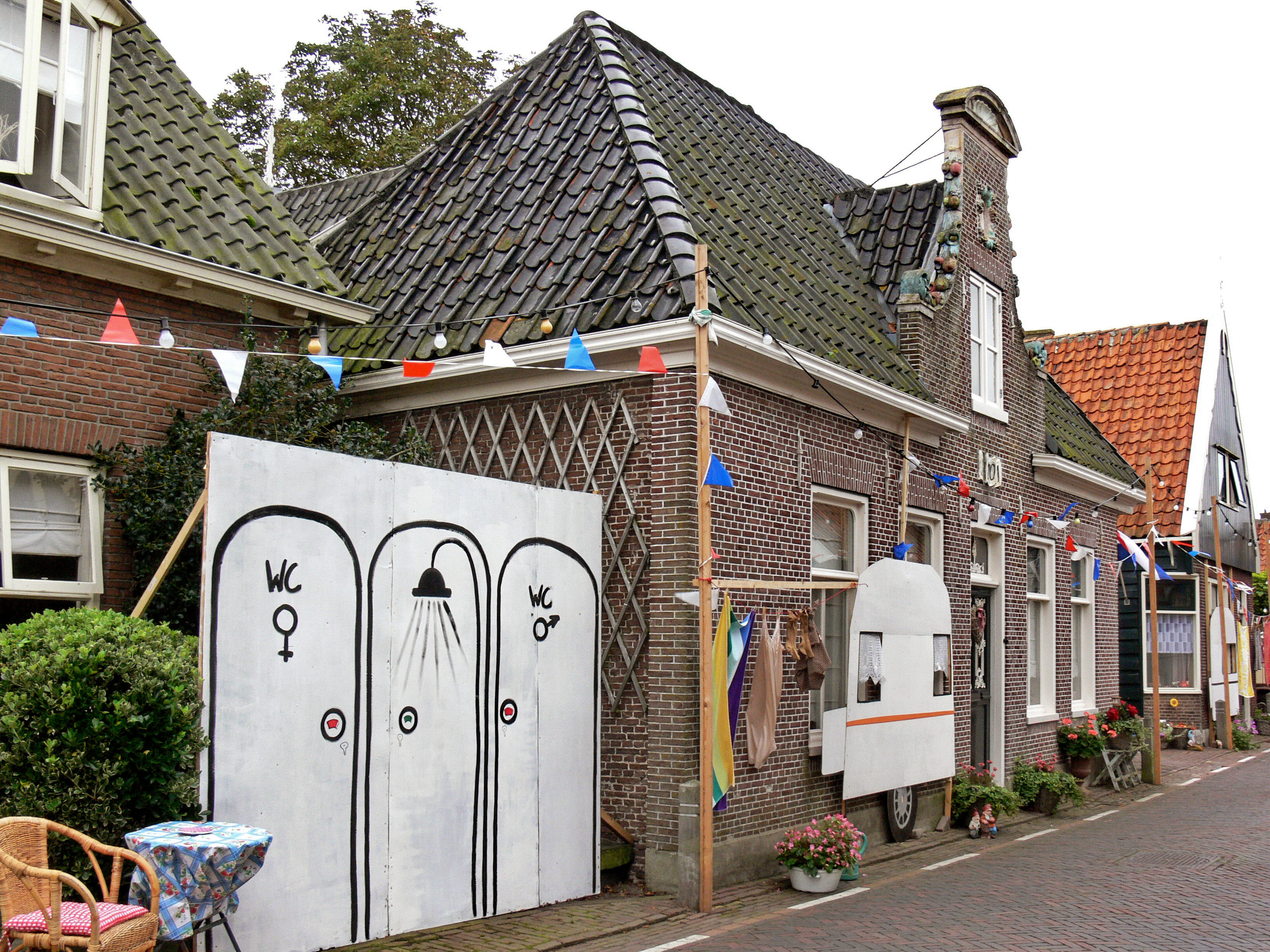
Una via di Schermerhorn

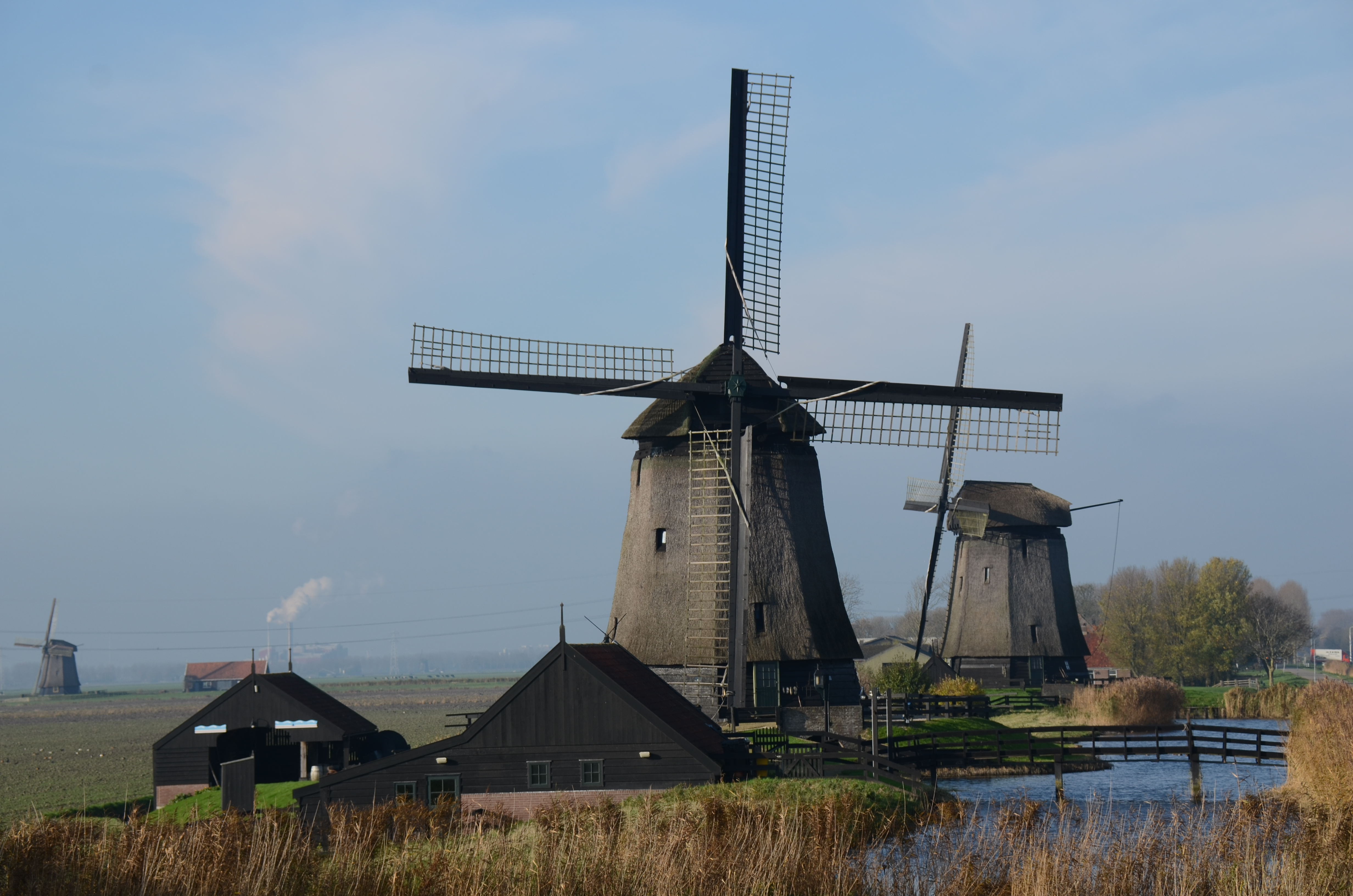
Mulini a vento a Schermerhorn

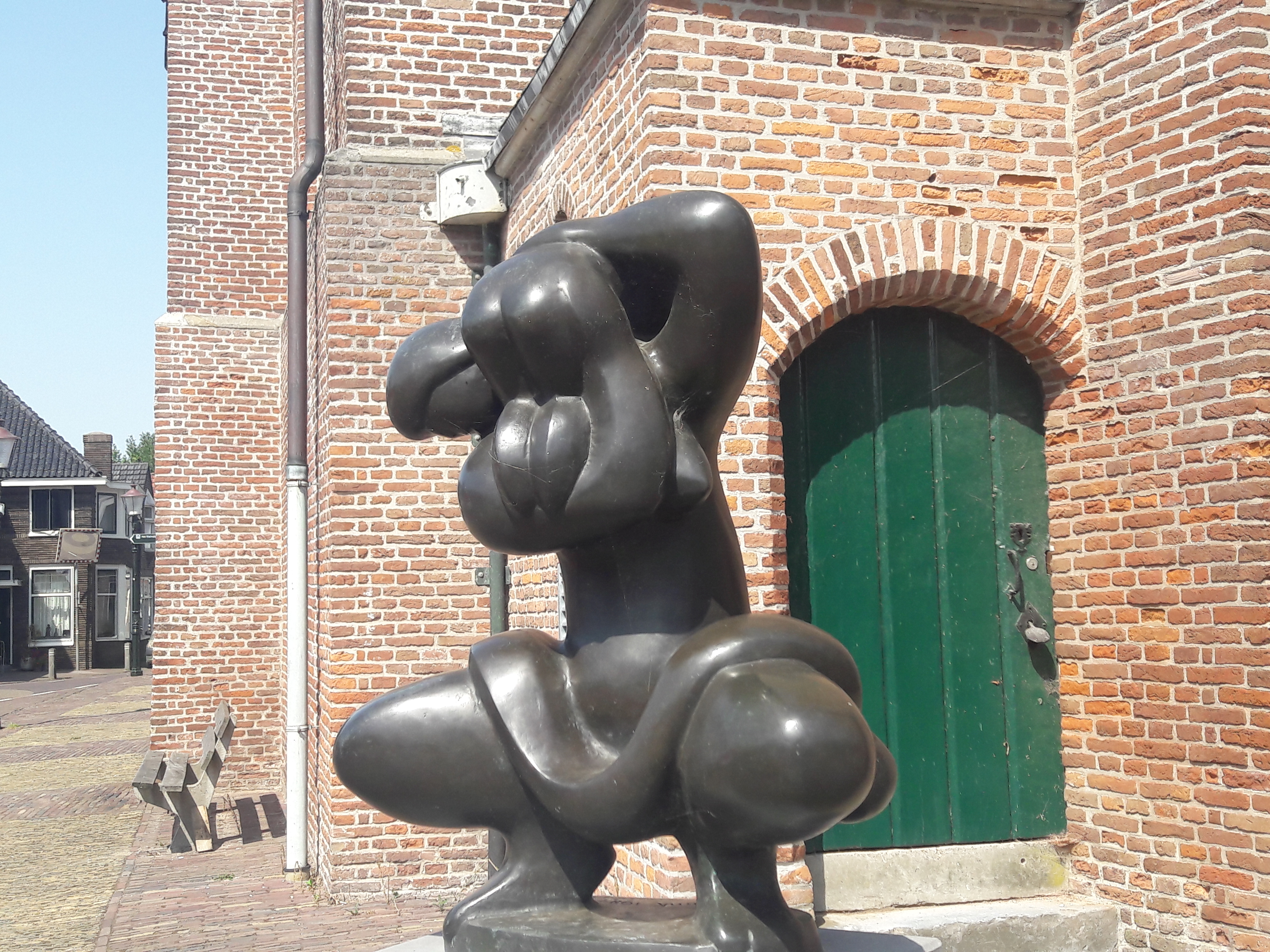
Scultura a Schermerhorn

Schermerhorn è un villaggio (dorp) di circa 1200-1300 abitanti del nord-ovest dei Paesi Bassi, facente parte della provincia dell'Olanda Settentrionale (Noord-Holland) e situato nella regione di Kennemerland. Dal punto di vista amministrativo, si tratta di un ex-comune, dal  1970 incluso nella municipalità di Schermer, comune a sua volta inglobato nel 2015 nella municipalità di Alkmaar.

## Geografia fisica
Schermerhorn si trova a pochi chilometri dalla costa che si affaccia sul Markermeer, tra le località di Alkmaar e Oosthuizen (rispettivamente a sud-est della prima e a nord-est della seconda), a nord/nord-ovest di Noordbeeemster e a sud di Ursem, De Goorn e Avenhorn.
Il villaggio occupa un'area di 6,30 km², di cui 0,46 km² sono costituiti da acqua.

## Storia

### Dalle origini ai giorni nostri
Schermerhorn sorse lungo lo Schermermeer, l'ultimo lago dei Paesi Bassi ad essere stato trasformato in polder e lungo il canale Zwet.
La località venne menzionata per la prima volta nel 1346 e si sviluppò come villaggio di pescatori. Dal 1399 venne incluso nel territorio di Schermer, prima di raggiungere la sua piena autonomia intorno al 1620.
Schermehorn cessò di essere un comune indipendente il 31 luglio 1970.

### Simboli
Nello stemma di Schermerhorn è raffigurata una talpa sfondo verde. L'origine di questo stemma si deve a una leggenda popolare.

## Monumenti e luoghi d'interesse
Schermerhorn vanta 11 edifici classificati come rijksmonument.

### Architetture religiose

#### Hervormde Kerk
Principale edificio religioso di Schermerhorn è la Hervormde Kerk ("chiesa protestante") o Grote Kerk ("chiesa grande"), situata lungo la Oosteinde e realizzata tra il 1634 e il 1636.

### Architetture civili

#### Mulini a vento
A Schermerhorn si trovano vari mulini a vento.
Lungo la Molendijk si trovano il Bovenmolen E e il Bovenmolen G, entrambi risalenti al 1634. Risalgono al 1634 anche l'Ondermolen C, l'Ondermolen D,  l'Ondermolen K e il Poldermolen O, situati lungo la Noordervaart.

#### Noorderpolderhuis
Altro edificio d'interesse è la Noorderpolderhuis, risalente al 1661.

## Società

### Evoluzione demografica
Al censimento del 2022, Schermerhorn contava una popolazione pari a 1 250 unità.
La popolazione al di sotto dei 16 anni era pari a 180 unità, mentre la popolazione dai 65 anni in su era pari a 270 unità.
La località ha conosciuto un decremento demografico rispetto al 2021, quando contava 1 280 abitanti.

## Cultura

### Musei
A Schermerhorn ha sede il Museummolen, un museo dedicato ai mulini a vento del luogo.

## Geografia antropica

### Suddivisioni amministrative
buurtschappen
- Westmeijzen